# Anopheles maculipennis

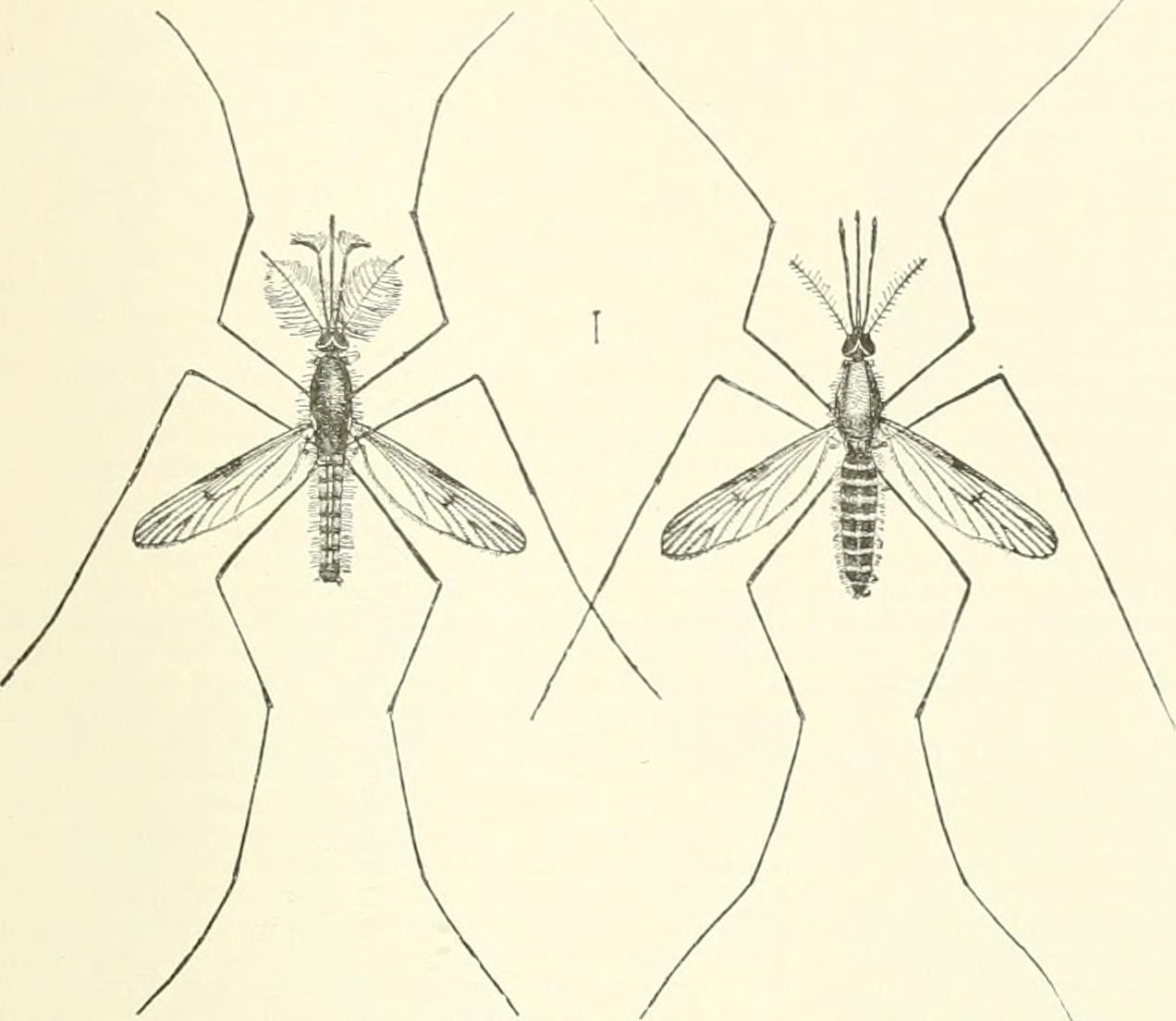
Vista de un ejemplar masculino y femenino de Anopheles maculipennis.

Anopheles maculipennis es una especie de mosquito de la familia Culicidae que se puede encontrar principalmente en Europa, así como también en algunos países del norte de África (como Marruecos y Túnez) y en Turquía. Se lo ha encontrado de forma excepcional en Nueva Zelanda. Este mosquito es un vector principal de la malaria.
Este mosquito fue responsable de la mayor parte de la transmisión de la malaria en los países de Europa occidental, enfermedad que era considerada como endémica hasta la década de 1970, dado que actualmente el 99% de los casos de malaria notificados cada año en Europa están relacionados con viajes.